# Баканов, Виктор Георгиевич
Виктор Георгиевич Баканов — советский хозяйственный, государственный и политический деятель, Герой Социалистического Труда.

## Биография
Родился в 1942 году в Брянской области. Член КПСС.
С 1965 года — на хозяйственной, общественной и политической работе. В 1965—2002 гг. — токарь инструментального цеха Брянского завода технологического оборудования Министерства электронной промышленности СССР/АО «Термотрон-Завод».
Указом Президиума Верховного Совета СССР от 10 марта 1981 года за выдающиеся достижения по досрочному выполнению заданий десятой пятилетки, за новаторство в освоении новой техники присвоено звание Героя Социалистического Труда с вручением ордена Ленина и золотой медали «Серп и Молот».
Делегат XXVI съезда КПСС.
Умер в Брянске в 2013 году.